# Андерсон, Мелоди
Мелоди Андерсон (англ. Melody Anderson, род. 3 декабря 1955) — канадско-американская актриса и общественный деятель.

## Карьера
Мелоди Андерсон наиболее известна по своей роли в фильме 1980 года «Флэш Гордон». У неё также были главные женские роли в фильмах «Умершие и похороненные», «Человек в синем» и «Идущий в огне». На телевидении она сыграла главную роль в сериале «Мэнимэл», который был закрыт после одного сезона, а также появилась в «Даллас», «Сент-Элсвер», «Отель» и «Она написала убийство». Она также сыграла роль Мэрилин Монро в фильме 1993 года «Мэрилин и Бобби: Её последняя любовь».
В 1997 году Мелоди Андерсон окончила Нью-Йоркский университет и переквалифицировалась в социального работника, а после получила степень магистра в области психологии в Колумбийском университете и докторскую степень в области социальной работы в Иешива-университете. В 2006 году она выпустила книгу о том, как родителям справляться с детьми, которые употребляют наркотики и алкоголь.

## Фильмография
- 1979 — Элвис / Elvis
- 1980 — Флэш Гордон / Flash Gordon
- 1981 — Умершие и похороненные / Dead & Buried
- 1982 — Даллас / Dallas
- 1983 — Фотомодель-коп / Policewoman Centerfold
- 1983 — Сент-Элсвер / St. Elsewhere
- 1986 — Человек в синем / The Boy in Blue
- 1986 — Отель / Hotel
- 1986 — Идущий в огне / Speed Zone!
- 1987 — Глубокие темные секреты / Deep Dark Secrets
- 1989 — Зона скорости / Speed Zone
- 1989 — Последнее извещение / Final Notice
- 1990 — Дочь Гитлера / Hitler’s Daughter
- 1991 — Под надзором / Under Surveillance
- 1992 — Оползень / Landslide
- 1993 — Её последняя любовь / Marilyn & Bobby: Her Final Affair